# Nifterlake
Nifterlake of Niftarlake was in het huidige Midden-Nederland een vroegmiddeleeuwse gouw die gelegen was langs een deel van de toenmalige loop van de rivier de Rijn inclusief de Vechtstreek.
Het gebied van de gouw strekte zich uit rond de plaats Utrecht langs de Kromme Rijn en de Oude Rijn. Ook gebied langs de rivier de Vecht viel onder Nifterlake, hoogstwaarschijnlijk met inbegrip van Muiden. 
De gouw wordt voor het eerst vermeld in 723 als de Frankische hofmeier Karel Martel diverse goederen schenkt aan de Utrechtse kerk. Gaandeweg wordt de gouw nog enkele malen genoemd tot in de 10e eeuw. 
Waldger was begin 10e eeuw graaf in Nifterlake. Hij was een broer van Dirk I en een zoon van Gerulf. Daarnaast was hij graaf in een of enkele andere gouwen. Rond deze tijd speelde het tijdperk van de Noormannen. De Utrechtse bisschop die zijn zetel in Utrecht decennialang was ontvlucht, keerde uiteindelijk omstreeks 925 terug en poogde weer het beheer over zijn bezit te krijgen. De bisschop zou gaandeweg steun krijgen van de Ottoonse koningen Hendrik de Vogelaar en Otto I de Grote. Waldgers zoon, Radbod, was de volgende graaf in Nifterlake. Radbod verloor het overgrote deel van zijn macht (waarschijnlijk) omdat hij in 939 in opstand was gekomen tegen de koning. Onder meer veel goederen zijn vervolgens door de koning aan de Utrechtse kerk geschonken.
Niftarlake is ook de naam van het Oudheidkundig Genootschap Niftarlake